# 6550 Parléř
6550 Parléř este un asteroid din centura principală de asteroizi.

## Descriere
6550 Parléř este un asteroid din centura principală de asteroizi. A fost descoperit pe 4 noiembrie 1988 la Observatorul Kleť de Antonín Mrkos. Asteroidul prezintă o orbită caracterizată de o semiaxă mare de 2,41 ua, o excentricitate de 0,17 și o înclinație de 6,8° în raport cu ecliptica.